# Distretto di Šyrjajeve
Il distretto di Šyrjajeve (in ucraino Ширяївський район?, Šyrjaïvs'kyj rajon) era un distretto dell'Ucraina situato nell'oblast' di Odessa; aveva per capoluogo Šyrjajeve. La popolazione era di 27.207 persone (stima del 2015). Il distretto fu costituito nel 1935 ed è stato soppresso in seguito alla riforma amministrativa del 2020.